# Windows 8.1
Windows 8.1 — это выпуск операционной системы линейки Windows NT, разработанной корпорацией Microsoft. Он был выпущен в производство 27 августа 2013 года и широко выпущен в розничную продажу 17 октября 2013 года, примерно через год после розничного выпуска его предшественницы, и был заменен Windows 10 29 июля 2015 года. Windows 8.1 была доступна для загрузки через MSDN и Technet и доступна в качестве бесплатного обновления для пользователей розничных копий Windows 8 и Windows RT через Windows Store. Серверная версия, Windows Server 2012 R2, была выпущена 18 октября 2013 года.
Windows 8.1, в первую очередь, призвана устранить массовые жалобы пользователей и рецензентов Windows 8 при запуске. Изменения включают улучшенный начальный экран, дополнительные представления Snap, дополнительные пакетные приложения, более тесную интеграцию с OneDrive (ранее SkyDrive), Internet Explorer 11 (IE11), единую поисковую систему на базе Bing, возвращение видимой кнопки «Пуск» на панели задач и возможность восстановить предыдущее поведение открытия рабочего стола пользователя при входе в систему вместо начального экрана.
В Windows 8.1 также добавлена поддержка новых технологий, таких как дисплеи высокого разрешения, 3D-печать, Wi-Fi Direct и потоковая передача Miracast, а также файловая система ReFS.
Windows 8.1 получила в целом позитивный прием, в отличие от Windows 8. Пользователи оценили расширенную функциональность приложений по сравнению с Windows 8, интеграцию с OneDrive, настройки пользовательского интерфейса и добавление расширенных руководств по работе с интерфейсом Windows 8. Несмотря на эти улучшения, Windows 8.1 по-прежнему порой критиковали за то, что она не решила все проблемы Windows 8 (такие как плохая интеграция между приложениями в стиле Metro и интерфейсом рабочего стола), а также потенциальные последствия для конфиденциальности расширенного использования онлайн-сервисов. Windows 8.1 была заменена на Windows 10 в 2015 году.
Основная поддержка Windows 8.1 закончилась 9 января 2018 года, а расширенная поддержка закончилась 10 января 2023 года. Основная поддержка редакции Embedded Industry Windows 8.1 закончилась 10 июля 2018 года, а расширенная поддержка закончилась 11 июля 2023 года. На момент ноября 2024 года под управлением этой системы работает 0,31% компьютеров по всему миру, при том что в июле 2015 года этот показатель был пиковый - 19,2%. По популярности, это, на данный момент, пятая система Microsoft.

## Системные требования
| Архитектура                      | 32-бит                                                        | 64-бит                                                        |
| Процессор                        | 1 ГГц тактовой частоты; IA-32; Поддержка PAE, NX и SSE2.      | 1 ГГц тактовой частоты; x86-64; Поддержка PAE, NX и SSE2.     |
| Оперативная память               | 1 Гб                                                          | 2 Гб                                                          |
| Видеокарта                       | Видеоадаптер с поддержкой DirectX 9 и WDDM версии 1.0 и выше. | Видеоадаптер с поддержкой DirectX 9 и WDDM версии 1.0 и выше. |
| Свободное место на жёстком диске | 16 Гб свободного места                                        | 20 Гб свободного места                                        |

Дополнительные требования для использования некоторых функций ОС:
- Для сенсорного ввода требуется планшет или монитор с поддержкой мультисенсорной технологии.
- Для доступа к Магазину Windows, а также скачивания, запуска и прикрепления приложений требуется активное подключение к Интернету и разрешение экрана не менее 1024 x 768 пикселей
- Для работы некоторых функций требуется учётная запись Microsoft
- Требуется доступ к Интернету (поставщиком услуг Интернета может взиматься плата).
- Для защищенной загрузки необходимо встроенное ПО, которое поддерживает UEFI v2.3.1 Errata B и имеет в базе сигнатур UEFI сертификат центра сертификации Microsoft Windows
- Для оптимальной работы некоторых игр и программ может потребоваться видеоадаптер, совместимый с DirectX 10 или более поздними версиями.
- Для просмотра DVD-дисков требуется отдельное программное обеспечение (подробнее)
- Для функции BitLocker To Go требуется USB-устройство флэш-памяти (только для Windows 8.1 Профессиональная)
- Для функции BitLocker требуется доверенный платформенный модуль (TPM) 1.2 или USB-устройство флэш-памяти (только для Windows 8.1 Профессиональная)
- Для клиента Hyper-V требуется 64-разрядная система с поддержкой преобразования адресов второго уровня (SLAT) и дополнительные 2 ГБ ОЗУ (только для Windows 8.1 Профессиональная)
- Для просмотра и записи телепередач в Windows Media Center требуется ТВ-тюнер (только для программы обновления до Windows 8.1 Профессиональная и программы Media Center для Windows 8.1)
- Для использования стандарта Miracast необходим видеоадаптер с поддержкой архитектуры WDDM 1.3 и адаптер Wi-Fi с поддержкой технологии Wi-Fi Direct.
- Для печати с помощью технологии Wi-Fi Direct необходим адаптер Wi-Fi с поддержкой Wi-Fi Direct и устройство, поддерживающее эту технологию.
- Бесплатный контент интернет-телевидения зависит от географического расположения. Некоторые виды контента могут предполагать дополнительную плату (например, Windows Media Center для Windows 8.1 «Профессиональная»)
- Для установки 64-разрядной операционной системы на 64-разрядном компьютере ваш процессор должен поддерживать инструкции CMPXCHG16b, PrefetchW и LAHF/SAHF.
- Технология InstantGo работает только на компьютерах, поддерживающих режим ожидания с подключением.

## Редакции
Известны следующие редакции Windows 8.1:
- Windows 8.1 «Для одного языка» — полностью аналогична Windows 8.1 (Core), но возможность менять язык отключена. Поставляется с ноутбуками и нетбуками, а также с некоторыми недорогими компьютерами.
- Windows 8.1 «С Bing» — версия Windows 8.1, в которой в браузере Internet Explorer поисковая система по умолчанию — Bing, при этом изменить её невозможно. Поставляется с некоторыми ноутбуками.
- Windows 8.1 (Core) — базовая версия для пользователей ПК, ноутбуков и планшетных компьютеров. Поставляется с ноутбуками и нетбуками.
- Windows 8.1 «Профессиональная» — версия для ПК, ноутбуков и планшетов с функциями для малого бизнеса.
- Windows 8.1 «Профессиональная c Windows Media Center» — отличается от «профессиональной» наличием Windows Media Center
- Windows 8.1 «Корпоративная» — версия для предприятий с расширенными функциями управления корпоративными ресурсами, безопасности и т. д.
- Windows RT 8.1 — версия для планшетов на ARM архитектуре, запускает приложения только из Магазина Windows.

Кроме того, для европейского рынка были выпущены три версии Windows 8.1: Windows 8.1 N, Windows 8.1 Pro N и Windows 8.1 Pro Pack N. В этих версиях отсутствуют приложения Windows Media Player, Camera, Music, Video.
| Редакция                                                          | Редакция                                                          | Windows RT 8.1 | Windows 8.1                        | Windows 8.1                        | Windows 8.1                        | Windows 8.1 Профессиональная          | Windows 8.1 Профессиональная       | Windows 8.1 Корпоративная          |
| Редакция                                                          | Редакция                                                          | Windows RT 8.1 | Для одного языка                   | С Bing                             | (Core)                             | Обычная                               | c Windows Media Center             | Windows 8.1 Корпоративная          |
| ----------------------------------------------------------------- | ----------------------------------------------------------------- | -------------- | ---------------------------------- | ---------------------------------- | ---------------------------------- | ------------------------------------- | ---------------------------------- | ---------------------------------- |
| Способы приобретения                                              | OEM-лицензия                                                      | Да             | Да                                 | Да                                 | Да                                 | Да                                    | Да                                 | Нет                                |
| Способы приобретения                                              | Продажа в розницу интернет-магазин                                | Нет            | Нет                                | Нет                                | Да                                 | Да                                    | Нет                                | Нет                                |
| Способы приобретения                                              | Корпоративное лицензирование                                      | Нет            | Нет                                | Нет                                | Нет                                | Да                                    | Нет                                | Да                                 |
| Архитектура                                                       | Архитектура                                                       | ARM (32-bit)   | IA-32 (32-bit) или x86-64 (64-bit) | IA-32 (32-bit) или x86-64 (64-bit) | IA-32 (32-bit) или x86-64 (64-bit) | IA-32 (32-bit) или x86-64 (64-bit)    | IA-32 (32-bit) или x86-64 (64-bit) | IA-32 (32-bit) или x86-64 (64-bit) |
| Максимальный объём ОЗУ (x86)                                      | Максимальный объём ОЗУ (x86)                                      | Неизвестно     | 4 ГБ                               | 4 ГБ                               | 4 ГБ                               | 4 ГБ                                  | 4 ГБ                               | 4 ГБ                               |
| Максимальный объём ОЗУ (x64)                                      | Максимальный объём ОЗУ (x64)                                      | Неизвестно     | 128 ГБ                             | 128 ГБ                             | 128 ГБ                             | 512 ГБ                                | 512 ГБ                             | 512 ГБ                             |
| Старт продаж                                                      | Старт продаж                                                      | 13.11.2013     | 18.10.2013                         | 18.10.2013                         | 18.10.2013                         | 18.10.2013                            | 18.10.2013                         | 18.10.2013                         |
| Окончание продаж лицензий                                         | Окончание продаж лицензий                                         | н/д            | н/д                                | н/д                                | 1.09.2015                          | 1.09.2015                             | н/д                                | 1.09.2015                          |
| Окончание продаж устройств с предустановленной ОС                 | Окончание продаж устройств с предустановленной ОС                 | 31.10.2016     | 31.10.2016                         | 31.10.2016                         | 31.10.2016                         | 31.10.2016                            | 31.10.2016                         | н/д                                |
| Окончание основной поддержки                                      | Окончание основной поддержки                                      | 9.01.2018      | 9.01.2018                          | 9.01.2018                          | 9.01.2018                          | 9.01.2018                             | 9.01.2018                          | 9.01.2018                          |
| Окончание расширенной поддержки                                   | Окончание расширенной поддержки                                   | 10.01.2023     | 10.01.2023                         | 10.01.2023                         | 10.01.2023                         | 10.01.2023                            | 10.01.2023                         | 11.07.2023                         |
| Совместимость с существующими приложениями Windows                | Совместимость с существующими приложениями Windows                | Нет            | Да                                 | Да                                 | Да                                 | Да                                    | Да                                 | Да                                 |
| Защищённая загрузка                                               | Защищённая загрузка                                               | Да             | Да                                 | Да                                 | Да                                 | Да                                    | Да                                 | Да                                 |
| Графический пароль                                                | Графический пароль                                                | Да             | Да                                 | Да                                 | Да                                 | Да                                    | Да                                 | Да                                 |
| Стартовый экран, Семантическое увеличение, Живые плитки           | Стартовый экран, Семантическое увеличение, Живые плитки           | Да             | Да                                 | Да                                 | Да                                 | Да                                    | Да                                 | Да                                 |
| Сенсорная клавиатура                                              | Сенсорная клавиатура                                              | Да             | Да                                 | Да                                 | Да                                 | Да                                    | Да                                 | Да                                 |
| Языковые пакеты                                                   | Языковые пакеты                                                   | Да             | Да                                 | Да                                 | Да                                 | Да                                    | Да                                 | Да                                 |
| Обновлённый Windows Explorer                                      | Обновлённый Windows Explorer                                      | Да             | Да                                 | Да                                 | Да                                 | Да                                    | Да                                 | Да                                 |
| Стандартные приложения                                            | Стандартные приложения                                            | Да             | Да                                 | Да                                 | Да                                 | Да                                    | Да                                 | Да                                 |
| История файлов                                                    | История файлов                                                    | Да             | Да                                 | Да                                 | Да                                 | Да                                    | Да                                 | Да                                 |
| Сброс и обновление ОС                                             | Сброс и обновление ОС                                             | Да             | Да                                 | Да                                 | Да                                 | Да                                    | Да                                 | Да                                 |
| Play To                                                           | Play To                                                           | Да             | Да                                 | Да                                 | Да                                 | Да                                    | Да                                 | Да                                 |
| Ждущий режим с подключением к сети                                | Ждущий режим с подключением к сети                                | Да             | Да                                 | Да                                 | Да                                 | Да                                    | Да                                 | Да                                 |
| Центр обновления Windows                                          | Центр обновления Windows                                          | Да             | Да                                 | Да                                 | Да                                 | Да                                    | Да                                 | Да                                 |
| Windows Defender                                                  | Windows Defender                                                  | Да             | Да                                 | Да                                 | Да                                 | Да                                    | Да                                 | Да                                 |
| Улучшенная поддержка нескольких мониторов                         | Улучшенная поддержка нескольких мониторов                         | Да             | Да                                 | Да                                 | Да                                 | Да                                    | Да                                 | Да                                 |
| Расширенный диспетчер задач                                       | Расширенный диспетчер задач                                       | Да             | Да                                 | Да                                 | Да                                 | Да                                    | Да                                 | Да                                 |
| Подключение (монтирование) ISO и VHD образов                      | Подключение (монтирование) ISO и VHD образов                      | Да             | Да                                 | Да                                 | Да                                 | Да                                    | Да                                 | Да                                 |
| Функции мобильного широкополосного доступа                        | Функции мобильного широкополосного доступа                        | Да             | Да                                 | Да                                 | Да                                 | Да                                    | Да                                 | Да                                 |
| Учётная запись Microsoft                                          | Учётная запись Microsoft                                          | Да             | Да                                 | Да                                 | Да                                 | Да                                    | Да                                 | Да                                 |
| Internet Explorer 11                                              | Internet Explorer 11                                              | Да             | Да                                 | Да                                 | Да                                 | Да                                    | Да                                 | Да                                 |
| SmartScreen                                                       | SmartScreen                                                       | Да             | Да                                 | Да                                 | Да                                 | Да                                    | Да                                 | Да                                 |
| Магазин Windows                                                   | Магазин Windows                                                   | Да             | Да                                 | Да                                 | Да                                 | Да                                    | Да                                 | Да                                 |
| Отключение Магазина Windows                                       | Отключение Магазина Windows                                       | Нет            | Нет                                | Нет                                | Нет                                | Да                                    | Да                                 | Да                                 |
| Xbox Live (включает Xbox Live Arcade)                             | Xbox Live (включает Xbox Live Arcade)                             | Да             | Да                                 | Да                                 | Да                                 | Да                                    | Да                                 | Да                                 |
| Exchange ActiveSync                                               | Exchange ActiveSync                                               | Да             | Да                                 | Да                                 | Да                                 | Да                                    | Да                                 | Да                                 |
| Snap                                                              | Snap                                                              | Да             | Да                                 | Да                                 | Да                                 | Да                                    | Да                                 | Да                                 |
| Возможность подключения к виртуальной частной сети                | Возможность подключения к виртуальной частной сети                | Да             | Да                                 | Да                                 | Да                                 | Да                                    | Да                                 | Да                                 |
| Шифрование устройства                                             | Шифрование устройства                                             | Да             | Да                                 | Да                                 | Да                                 | Да                                    | Да                                 | Да                                 |
| Предустановленный Microsoft Office                                | Предустановленный Microsoft Office                                | Да             | Нет                                | Да                                 | Нет                                | Нет                                   | Нет                                | Нет                                |
| Смена языка интерфейса ОС                                         | Смена языка интерфейса ОС                                         | Да             | Нет                                | Да                                 | Да                                 | Да                                    | Да                                 | Да                                 |
| Смена поисковой системы для Internet Explorer по умолчанию — Bing | Смена поисковой системы для Internet Explorer по умолчанию — Bing | Да             | Да                                 | Нет                                | Да                                 | Да                                    | Да                                 | Да                                 |
| Среда рабочего стола                                              | Среда рабочего стола                                              | Частично       | Да                                 | Да                                 | Да                                 | Да                                    | Да                                 | Да                                 |
| Storage Spaces                                                    | Storage Spaces                                                    | Нет            | Да                                 | Да                                 | Да                                 | Да                                    | Да                                 | Да                                 |
| Windows Media Player                                              | Windows Media Player                                              | Нет            | Да                                 | Да                                 | Да                                 | Да                                    | Да                                 | Да                                 |
| Windows Media Center                                              | Windows Media Center                                              | Нет            | Нет                                | Нет                                | Нет                                | Приобретается и активируется отдельно | Да                                 | Нет                                |
| Удалённый рабочий стол                                            | Удалённый рабочий стол                                            | только клиент  | только клиент                      | только клиент                      | только клиент                      | клиент и хост                         | клиент и хост                      | клиент и хост                      |
| Загрузка с VHD                                                    | Загрузка с VHD                                                    | Нет            | Нет                                | Нет                                | Нет                                | Да                                    | Да                                 | Да                                 |
| BitLocker и BitLocker To Go                                       | BitLocker и BitLocker To Go                                       | Нет            | Да                                 | Да                                 | Да                                 | Да                                    | Да                                 | Да                                 |
| Шифрованная файловая система                                      | Шифрованная файловая система                                      | Нет            | Нет                                | Нет                                | Нет                                | Да                                    | Да                                 | Да                                 |
| Присоединение к домену Windows                                    | Присоединение к домену Windows                                    | Нет            | Нет                                | Нет                                | Нет                                | Да                                    | Да                                 | Да                                 |
| Групповая политика                                                | Групповая политика                                                | Нет            | Нет                                | Нет                                | Нет                                | Да                                    | Да                                 | Да                                 |
| AppLocker                                                         | AppLocker                                                         | Нет            | Нет                                | Нет                                | Нет                                | Нет                                   | Нет                                | Да                                 |
| Hyper-V                                                           | Hyper-V                                                           | Нет            | Нет                                | Нет                                | Нет                                | Только 64-bit с SLAT                  | Только 64-bit с SLAT               | Только 64-bit с SLAT               |
| Windows To Go                                                     | Windows To Go                                                     | Нет            | Нет                                | Нет                                | Нет                                | Только Surface                        | Нет                                | Да                                 |
| DirectAccess                                                      | DirectAccess                                                      | Нет            | Нет                                | Нет                                | Нет                                | Нет                                   | Нет                                | Да                                 |
| BranchCache                                                       | BranchCache                                                       | Нет            | Нет                                | Нет                                | Нет                                | Нет                                   | Нет                                | Да                                 |
| Возможность виртуализации RemoteFX                                | Возможность виртуализации RemoteFX                                | Нет            | Нет                                | Нет                                | Нет                                | Нет                                   | Нет                                | Да                                 |
| Развертывание Metro-приложений                                    | Развертывание Metro-приложений                                    | Нет            | Нет                                | Нет                                | Нет                                | Да                                    | Да                                 | Да                                 |

## Первые слухи и утечки
Слухи о Windows 8.1 появились сразу же после появления Windows 8. Также, по слухам, стало известно о том, что кодовое название системы будет «Windows Blue».
24 марта 2013 года в сеть «утекла» первая сборка Windows Blue 9364. Впоследствии было замечено, что Microsoft блокирует учётные записи, которые использовались при установке этой сборки.
Позже в сети появлялись сборки Windows Blue 9374, 9385, 9471, 9477, 9483.
26 марта 2013 года в Microsoft официально подтвердили, что работают над обновлением под кодовым именем «Windows Blue». 14 мая это обновление получило официальное название «Windows 8.1».

## Отличия от Windows 8

### Приложения
- Internet Explorer обновлён до версии 11. В новой версии осуществлена поддержка протоколов WebGL, SPDY, улучшена объектная модель JavaScript и возможность синхронизации вкладок.[источник не указан 4110 дней]
- Windows PowerShell v4.0: новая версия позволяет управлять начальным экраном, Защитником Windows, и другими программными, аппаратными и сетевыми компонентами системы[38][обновить данные].
- Установленные до обновления Metro-приложения не будут сохранены. После обновления некоторые из них будут заменены, остальные потребуется переустановить самостоятельно.[источник не указан 4110 дней]
- Добавлены Metro-приложения «Skype», «Будильник», «Калькулятор», «Студия звукозаписи», «Сканер», «Кулинария», «Список для чтения», «Здоровье и фитнес», «Справка+советы», «Microsoft Solitaire Collection». Приложения «Моменты из фильмов» (приложение для выполнения простейших операций с видео) и файловый менеджер отсутствуют[39][40][41][42][43][44]. Добавлена возможность автоматического обновления Metro-приложений[45][46]. В приложение «Параметры ПК» были добавлены настройки и команды, ранее доступные только через Панель управления рабочего стола.

- Изменены возможности синхронизации настроек и других пользовательских данных путём более глубокой интеграции службы синхронизации с сервисом OneDrive[47][48].

Параллельно с работой над Windows 8.1 велась разработка пакета Microsoft Office Gemini, новой версии пакета Microsoft Office, переработанной для использования в среде Metro и более глубоко интегрированной с облачными службами[обновить данные].

### Изменения интерфейса
В панели «чудо-кнопок» (Charms) появились некоторые дополнительные возможности, в том числе отправка или печать снимка экрана приложения и проигрывание данного содержимого на других устройствах. Функция поиска также переработана путём сопряжения с поисковой службой Bing.
Функция «Закрепление приложений» получила поддержку нескольких приложений одновременно на экранах с большим разрешением (например, на экране с разрешением 1920x1080 можно разместить три приложения). Минимальное разрешение для функционирования Snap View — 1024x768 точек.
Появилась возможность открывать рабочий стол сразу же после входа в систему, как это было в предыдущих ОС до Windows 8. Также в Windows 8.1 вновь появилась кнопка «Пуск», которая запускает Modern-интерфейс.
Многими существенное увеличение возможностей Metro-интерфейса рассматривается как очередной шаг в упразднении рабочего стола.

### Изменения Metro-интерфейса
Изменения в меню «Пуск»:
- Возможность использования нескольких Modern-приложений одновременно на неширокоэкранных мониторах.
- Дополнительные размеры для «плиток»: очень большой и очень маленький.
- Дополнительные жесты, в том числе открытие страницы «Все приложения» сдвижением экрана вниз.
- Расширенные возможности персонализации[англ.], доступные через пункт «Персонализация» настроек экрана «Пуск».
- Экран блокировки получил возможность смены изображений через определённый промежуток времени (изображения могут быть использованы как из локальных источников, так и из облака OneDrive).
- Появилась возможность переносить или менять размер сразу нескольких или всех плиток.

### Другие изменения
Версия ядра NT — 6.3 (в Windows 8 используется ядро NT 6.2).
В Windows 8.1 появилось улучшение в области энергопотребления: продление времени работы на машинах с новыми процессорами Haswell.
Переименование системной папки «Компьютер» в «Этот компьютер».
В Windows 8.1 x64 среди системных требований появилась необходимость поддержки процессором инструкции CMPXCHG16B (CompareExchange128), что повлекло невозможность установки этой версии или обновления до неё на значительном количестве старых ПК (например, с весьма распространёнными процессорами Intel Core 2 ранних степингов на 65-нм техпроцессе), на которых Windows 8 устанавливалась успешно. Это требование не касается Windows 8.1 x86.

## Выпуск
RTM версия была выпущена 21 августа 2013 года и была доступна только для производителей оборудования (OEM) и подписчиков TechNet и MSDN.
Окончательный выпуск произошёл 17 октября 2013 года. Система распространялась бесплатно для всех пользователей лицензионной копии Windows 8 и доступна для скачивания в магазине приложений Windows Store (в некоторых случаях скачивание через магазин недоступно), также обновлённая операционная система продавалась на полках магазинов и на устройствах в виде предустановленной операционной системы.

### Временное удаление
Первое обновление для операционной системы (ОС) Windows 8 RT — Windows 8.1 RT — было удалено с сайта Microsoft вскоре после выпуска в связи с неполадками в работе обновления. В частности, некоторые владельцы планшетов заявляли, что их устройства перестали включаться из-за повреждения файлов, необходимых для загрузки Windows. Ошибка была связана с файлом данных конфигурации загрузки (Boot Configuration Data file). Для восстановления работы пользователям необходимо было воспользоваться специальной утилитой. Исправленное обновление было выложено на официальном сайте через несколько дней.

## Обновления и поддержка
2 апреля 2014 года Windows 8.1 Update было представлено официально. Начиная с 8 апреля 2014 года все пользователи лицензионных копий Windows 8 бесплатно получили возможность обновиться до Windows 8.1 Update через центр обновления Windows. Пользователи, которые ещё используют Windows 8, могут обновить свои ПК до Windows 8.1 Update с помощью Microsoft Store. Поддержка Windows 8.1 без обновлений прекратилась через 30 дней после выпуска обновления (1 мая 2014 года).
В августе 2014 года ожидался выход Windows 8.1 Update 2, однако Microsoft решила не выпускать его, сделав лишь обновление с некоторыми новыми функциями, сделав ставку на более частые обновления. 12 августа вышел первый пакет обновлений, который назывался August Update. Далее Microsoft повторно выпустила бюллетень безопасности MS14-045 для всех поддерживаемых версий Windows. Предыдущая версия патча была отозвана в начале августа из-за проблем установки так называемого «августовского обновления».
Позже сайт WinBeta нашёл планы по Update 3, который, по предварительным данным, должен был быть выпущен в ноябре. В итоге Microsoft действительно выпустила обновление, которое попадает под Windows 8.1 Update 3.
С октября 2016 года Microsoft перевела Windows 8.1 на кумулятивную модель обновлений. Каждые ежемесячные обновления, выпущенные позднее, основаны на предыдущих и выпускаются одним общим пакетом. Обновления, выпущенные ранее, по-прежнему доступны отдельными патчами.
Поддержка Windows 8.1 Корпоративная без обновлений была прекращена 10 января 2017 года, версии Embedded — 10 июля 2017 года.
Основная поддержка Windows 8.1 Update прекращена 9 января 2018 года. Расширенная поддержка Windows 8.1 Update прекращена 10 января 2023 года. Основная поддержка для редакций Embedded прекращена 10 июля 2018 года, а расширенная поддержка была прекращена 11 июля 2023 года. Основная поддержка серверной версии Windows 8.1, Windows Server 2012 R2 была прекращена 9 октября 2018 года, расширенная поддержка действовала до 10 октября 2023 года и платная поддержка действует до 13 октября 2026 года.

## Внедрение телеметрии и сбора данных в 2015 году
После выхода Windows 10 1507 Microsoft выпустила обновления KB3080149 и KB3075249 для Windows 7 и Windows 8.1 соответственно, которые добавляют сервисы телеметрии и сбора данных, включая сервис diagtrack. Он посылает данные телеметрии на сервера vortex-win.data.microsoft.com, settings-win.data.microsoft.com и др. Позднее были выпущены дополнительные обновления, связанные с телеметрией и сбором пользовательских данных.
Данный функционал можно отключить либо путём отключения службы Diagtrack, либо её полного удаления из системы.